# Ле Ни, Анн
Анн Ле Ни (фр. Anne Le Ny; род. 31 декабря 1969, Антони) — французская актриса, режиссер и сценарист, известная по своей роли в фильме «1+1» (Intouchables). Она работает в различных направлениях киноискусства, включая актерскую игру, режиссуру и написание сценариев, что принесло ей широкое признание как во Франции, так и за ее пределами.

## Биография
Анн Ле Ни родилась 16 декабря 1962 года в Антони, пригороде Парижа. Она окончила театральную школу ENSATT (École Nationale Supérieure des Arts et Techniques du Théâtre), которая дала ей прочную основу для карьеры в мире искусства.
Свою карьеру как актриса Анн начала в 1980-х годах. Она снималась в многочисленных французских фильмах, включая «1+1», где сыграла роль Ивонны, строгой экономки главного героя. Эта роль принесла ей международное признание благодаря тонкому актерскому мастерству. Среди других известных фильмов с ее участием — «Эльза и Фред» (2005) и «Человек, который смеется» (2012). Ее персонажи часто отличаются глубиной, а игра — сочетанием строгости и эмпатии.
Помимо актерской карьеры, Анн Ле Ни проявила себя как успешный режиссер и сценарист. Ее дебютный фильм «Взрослые люди» (Ceux qui restent), снятый в 2007 году, был тепло принят критиками за честное и глубокое изображение человеческих отношений. Она продолжила работу над другими проектами, такими как «Скромное обаяние измены» (2010) и «Все будет хорошо» (2015). Ее фильмы выделяются проработанными персонажами и их внутренними конфликтами, что делает их особенно запоминающимися.
За свою карьеру Анн Ле Ни получила признание как у зрителей, так и у критиков, хотя она редко становится обладательницей крупных международных наград. Тем не менее, ее вклад в кинематограф высоко ценится благодаря оригинальному подходу к режиссуре и актерскому мастерству.
Анн предпочитает не раскрывать подробности своей личной жизни, сохраняя дистанцию от публичного внимания.
Ее работа в качестве актрисы, режиссера и сценариста подчеркивает универсальность ее таланта, а роль в фильме «1+1» остается одной из самых известных и значимых в ее карьере.